# Argentina euchus
Argentina euchus és una espècie de peix pertanyent a la família dels argentínids.

## Descripció
- Pot arribar a fer 15 cm de llargària màxima.
- Nombre de vèrtebres: 47-48.
- 12-15 radis tous a l'aleta dorsal i 12-15 a l'anal.[5]

## Hàbitat
És un peix marí i batidemersal que viu fins als 590 m de fondària.

## Distribució geogràfica
Es troba a l'Índic occidental: des de Kenya fins a KwaZulu-Natal (Sud-àfrica).

## Observacions
És inofensiu per als humans.